# Клембровская, Тамара Анатольевна
Тамара Анатольевна Клембровская (3 декабря 1908, Одесса — 13 ноября 1998, Москва) — спортсменка и тренер по плаванию и водному поло. Заслуженный тренер РСФСР. Судья всесоюзной категории (1957).

## Биография
Родилась 3 декабря 1908 года в Одессе.
Была одарённым ребёнком: на отлично училась в гимназии, пела в церковном хоре, рисовала. Её отец — офицер-пограничник Русской императорской армии, был родом из Кракова. Пропал без вести в смутные годы в 1918-м, когда отправился в Молдавию за пропитанием для своей семьи. Мать Тамары с двумя дочерями осталась одна. В середине 1920-х годов семья перебралась к родственникам в Москву, там Тамара с отличием окончила школу и начала работать бухгалтером.
Профессионально плаванием начала заниматься в возрасте 20 лет. Плавательной секцией, где она занималась, руководил рекордсмен Москвы в плавании на 1500 м вольным стилем, игрок сборной команды города по водному поло Иван Алексеевич Сучков, впоследствии за которого она вышла замуж. Через несколько месяцев после начала занятий она начала выступать в роли вратаря второй женской ватерпольной команды Москвы.
Вместе с Иваном Алексеевичем Тамара Анатольевна начала работать тренером, и их союз продлился более 65 лет. В 1931 году у Тамары Анатольевны и Ивана Алексеевича родился сын Сергей.
В 1935 году было учреждено Всесоюзное добровольное физкультурно-спортивное общество «Спартак». С первых дней его существования Клембровская и Сучков начали работу в нём. Иван Алексеевич стал старшим тренером секции плавания, а в Великую Отечественную войну, когда он ушёл на фронт, его место заняла Тамара Анатольевна. В июне 1942 года она вместе с другими тренерами общества развернула масштабную работу по плавательной подготовке 30 тысяч бойцов, которая должна была быть выполнена за 2,5 месяца.
После войны супруги продолжили совместную тренерскую работу. Тамара Анатольевна стала профессиональным тренером, окончила ГЦОЛИФК, осталась на должности старшего тренера общества.
За десятилетия тренерской работы Тамара Анатольевна научила плавать тысячи детей, воспитала не один десяток мастеров спорта, среди них — кандидат в мастера спорта Владимир Иванчев, мастер спорта Елена Науменко, бронзовый призёр Чемпионата СССР 1972 г., и Анатолий Шахматов, Заслуженный тренер СССР. За подготовку выдающихся спортсменов Т. А. Клембровской были присвоены звания «Судья всесоюзной категории» и «Заслуженный тренер РСФСР по плаванию».
После завершения тренерской карьеры Тамара Анатольевна стала секретарём, а затем и председателем Совета ветеранов спорта при Московском комитете по физической культуре и спорту.
В 1995 году была награждена медалью ордена «За заслуги перед Отечеством» II степени.
Умерла 13 ноября 1998 года. Была захоронена на Останкинском кладбище рядом с Иваном Алексеевичем, который умер на два года раньше.

### Семья
Сын Сергей, тренер по плаванию. Невестка (жена Сергея) — Ляна Константиновна, тренер по плаванию.